# Білоцерківський ґебіт
Білоцеркі́вський ґебі́т, окру́га Бі́ла Це́рква (нім. Kreisgebiet Bila Cerkwa/Bila Zerkwa «Білоцерківська округа») — адміністративно-територіальна одиниця генеральної округи «Київ» райхскомісаріату «Україна» протягом німецької окупації України під час німецько-радянської війни. Адміністративним центром ґебіту було місто Біла Церква.
Ґебіт утворено 20 жовтня 1941 року на території нинішньої Київської області. Спочатку офіційна німецька назва утвору мала вигляд Kreisgebiet Bila Cerkwa. 1 січня 1943 написання виправили згідно з нормами німецького правопису на Kreisgebiet Bila Zerkwa.
Охоплював територію шістьох районів тодішньої Київської області: Білоцерківського, Великополовецького, Володарського, Рокитнянського,  Сквирського і Узинського. Відповідно, поділявся на шість районів (нім. Rayons): Біла Церква (нім. Rayon Bila Cerkwa), Великополовецьке (нім. Rayon Weliko Polowezkoje), Володарка (нім. Rayon Wolodarka), Рокитне (нім. Rayon Rakitno), Сквира (нім. Rayon Skwira) і Узин (нім. Rayon Usin), межі яких збігалися з тогочасним радянським адміністративним поділом. При цьому зберігалася структура адміністративних і господарських органів УРСР. Всі керівні посади в ґебіті обіймали німці, головним чином з числа тих, що не підлягали мобілізації до вермахту. Лише старостами районів і сіл призначалися лояльні до окупантів місцеві жителі або фольксдойчі.
Існував до взяття Білої Церкви радянськими військами 4 січня 1944 року.